# Општина Драготешти (Долж)
Драготешти (рум. Drăgoteşti) општина је у Румунији у округу Долж.
Oпштина се налази на надморској висини од 122 m.